# Destruction AllStars
Destruction AllStars est un jeu vidéo de combat motorisé développé par le studio britannique Lucid Games (en) et publié par Sony Interactive Entertainment. Il est sorti en exclusivité sur PlayStation 5 le 2 février 2021,. 
Le jeu est annoncé le 11 juin 2020 au cours d'une conférence de presse de Sony qui porte sur la PlayStation 5.
Le 26 octobre 2020, PlayStation annonce que le jeu est décalé le 02 février 2021 et qu'il sera inclus dans l'abonnement PlayStation Plus